# Buten
Buten (butylen) – węglowodór nienasycony z grupy alkenów (z jednym wiązaniem podwójnym) o wzorze sumarycznym C4H8. Występuje naturalnie w gazach otrzymywanych z przeróbki ropy naftowej. Jest stosowany do otrzymywania butadienu oraz tworzyw sztucznych. Najważniejsze zastosowanie w przemyśle ma metylopropen (do produkcji polimerów i kopolimerów poliizobutylenu).
Nazwa „buten” może dotyczyć 4 związków: 2 izomerów funkcyjnych, z których jeden (2-buten) ma dwa izomery geometryczne, Z i E. Czwartym izomerem butenu jest izobuten.
| Nazwa systematyczna IUPAC | Nazwa systematyczna ACS | Nazwa zwyczajowa    | Struktura | Wzór szkieletowy | Model 3D |
| but-1-en                  | 1-buten                 | α-butylen           |           |                  |          |
| Z-but-2-en                | Z-2-buten               | cis-β-butylen       |           |                  |          |
| E-but-2-en                | E-2-buten               | trans-β-butylen     |           |                  |          |
| 2-metylopropen            | 2-metylopropen          | izobuten izobutylen |           |                  |          |